# Forcipomyia kuscheli
Forcipomyia kuscheli är en tvåvingeart som beskrevs av James E. Sublette och Wirth 1980. Forcipomyia kuscheli ingår i släktet Forcipomyia och familjen svidknott. Inga underarter finns listade i Catalogue of Life.